# قائمة المكاتب البيضاوية

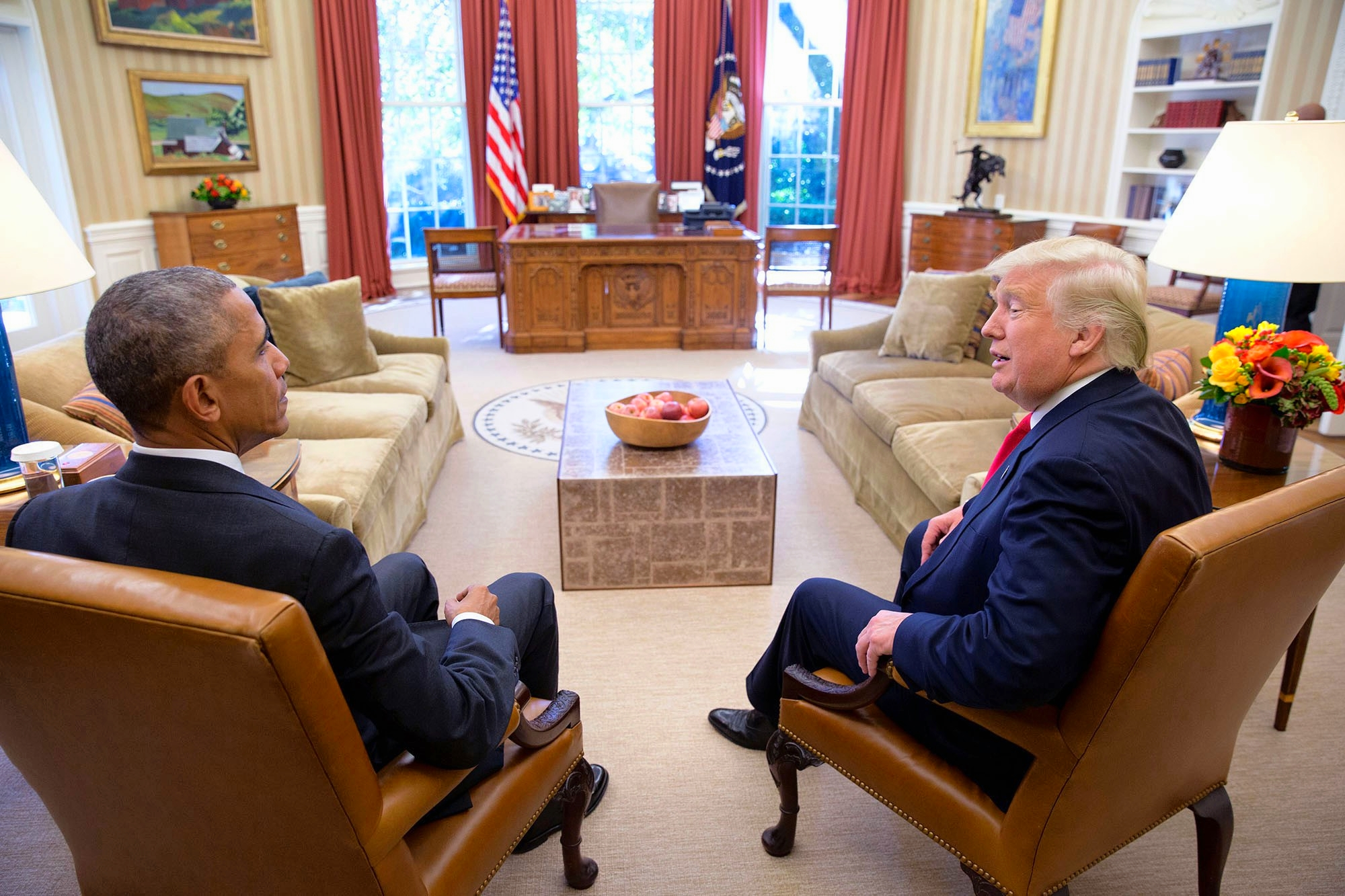
الرئيس السابق باراك أوباما والرئيس دونالد ترامب يجلسان في المكتب البيضاوي مقابل مكتب ريزولوت، الذي استخدمه كلاهما خلال فترتيّ ولايتهما.

استخدم رؤساء الولايات المتحدة ستة مكاتب مختلفة في المكتب البيضاوي، الذي يعد مكتبهم التنفيذي. بالإضافة إلى مكتب ريزولوت، الذي استخدمه جميع رؤساء الولايات المتحدة منذ عام 1993، استخدم شاغلي المكتب الآخرين مكتب ثيودور روزفلت ومكتب هوفر ومكتب جونسون ومكتب ويلسون، ومكتب تشيسابيك وأوهايو.
تم تشييد أول مكتب بيضاوي في عام 1909، والذي أعيد بناؤه بعد حريق عام 1929، تم هدم في عام 1933. تم الانتهاء من المكتب البيضاوي الحالي في عام 1934.
وقد استخدم مكتب ثيودور روزفلت من قبل سبعة رؤساء في المكتب البيضاوي، مما يجعله أطول مكتب استعمالا. وقبل ذلك، استخدمه تيودور روزفلت في مكتبه التنفيذي غير البيضاوي من 1903 إلى 1909.
تم استخدام مكتب تشيسابيك وأوهايو في المكتب البيضاوي مرة واحدة لمدة أربع سنوات من 1989-1993، مما يجعله أقصر المكاتب استعمالا

## المكاتب
| المكتب                | استخدم من قبل                                                                                       | ملاحظات | الموقع الحالي                                                     | صورة                                                          |
| --------------------- | --------------------------------------------------------------------------------------------------- | --- | ----------------------------------------------------------------- | ------------------------------------------------------------- |
| مكتب ثيودور روزفلت    | ويليام هوارد تافت وودرو ويلسون وارن جي. هاردينغ كالفين كوليدج هربرت هوفر هاري ترومان دوايت أيزنهاور | تم إنشاء هذا المكتب في عام 1903 للرئيس ثيودور روزفلت آنذاك. وقد استخدم لأول مرة في المكتب البيضاوي من قبل ويليام هوارد تافت وظل هناك حتى حريق الجناح الغربي في عام 1929. وظل المكتب مخزنا حتى عام 1945 عندما وضعه هاري ترومان في المكتب البيضاوي بعد تحديثه. استخدم ريتشارد نيكسون هذا المكتب في مبنى مكتب ايزنهاور التنفيذي حيث افترض ستيفن هيس من مؤسسة بروكينغز أن "أشرطة ووترغيت تم صنعها بواسطة جهاز مخفي في درجه". | مبنى مكتب ايزنهاور التنفيذي, واشنطن العاصمة                       | The Theodore Roosevelt Desk in the Taft Oval Office, c. 1910. |
| مكتب هوفر             | هربرت هوفر فرانكلين روزفلت                                                                          | في 24 ديسمبر 1929، دمر حريق ضخم الجناح الغربي، بما في ذلك المكتب البيضاوي. فقبل الرئيس هربرت هوفر تبرع مجموعة من غراند رابيدز ميشيغان، وصانعي الأثاث بمكتب جديد استخدمه كمكتب بيضاوي بعد الانتهاء من المكتب الجديد كان قياسه 82 × 44 بوصة (2.1 في 1.1 م). | متحف ومكتبة فرانكلين روزفلت, هايد بارك (نيويورك)، نيويورك (ولاية) | Franklin D. Roosevelt seated at the Hoover Desk               |
| مكتب ريزولوت          | جون كينيدي جيمي كارتر رونالد ريغان بيل كلينتون جورج دبليو بوش باراك أوباما دونالد ترامب             | تم إنشاء المكتب من الخشب الذي تم إنقاذه من سفينة استكشاف القطب الشمالي البريطانية اتش ام اس ريزولوت وتم إهداءه إلى رذرفورد هايز من قبل الملكة فيكتوريا في عام 1879. كان المكتب يقطن في البيت الأبيض في غرف مختلفة وله لوحة أمامية مفصلية أضافها إليه فرانكلين روزفلت، حتى وجدتها جاكلين كينيدي تقبع في "غرفة البث في البيت الأبيض". وقالت أنها استاعدتها ونقلتها إلى المكتب البيضاوي. بعد وفاة كينيدي، تمت إزالة المكتب من أجل معرض متنقل، تم إعادته إلى المكتب البيضاوي تحت قيادة جيمي كارتر في عام 1977. وقد كان مكتب الأساسي للمكتب البيضاوي باستثناء فترة ولاية جورج دبليو بوش. | المكتب البيضاوي, البيت الأبيض, واشنطن العاصمة                     | Barack Obama sitting at the ornate Resolute desk in 2009      |
| مكتب جونسون           | ليندون جونسون                                                                                       | تم استخدام المكتب من قبل جونسون منذ أن كان في مجلس الشيوخ الأمريكي حتى من فترة ولايته في المكتب البيضاوي. | مكتبة ومتحف ليندون جونسون, أوستن (تكساس)، تكساس                   | Lyndon Baines Johnson seated at the Johnson desk, 1968.       |
| مكتب ويلسون           | ريتشارد نيكسون جيرالد فورد                                                                          | استخدم نيكسون هذا المكتب كنائب للرئيس ورئيسا للولايات المتحدة، كما اعتقد أنه تم استخدامه من قبل وودرو ويلسون. في الواقع، لم يستعمل وودرو ويلسون المكتب كما لم يستعمله نائب الرئيس السابق للولايات المتحدة هنري ويلسون، الذي تم اقتراحه فيما بعد. | غرفة نائب الرئيس, كابيتول الولايات المتحدة, واشنطن العاصمة        | Gerald Ford at the Wilson Desk, 1975.                         |
| مكتب تشيسابيك وأوهايو | جورج بوش الأب                                                                                       | استخدم جورج دبليو بوش هذا المكتب خلال فترة ولايته كنائب للرئيس ورئيسا للولايات المتحدة. تم إنشاؤه لأصحاب سكة الحديد تشيسابيك وأوهايو حوالي عام 1920 ومن ثم تبرعت به إلى البيت الأبيض. في السابق، استخدمه الرؤساء جيرالد فورد وجيمي كارتر ورونالد ريغان لدراسة الجناح الغربي. | ?                                                                 | George H. W. Bush seated at the C&O desk, 1990                |

## التسلسل الزمني
| رقم الرئيس | الرئيس            | تاريخ شغل المكتب               | اسم المكتب            |
| ---------- | ----------------- | ------------------------------ | --------------------- |
| 27         | ويليام هوارد تافت | 4 مارس 1909 – 4 مارس 1913      | مكتب ثيودور روزفلت    |
| 28         | وودرو ويلسون      | 4 مارس 1913 – 4 مارس 1921      | مكتب ثيودور روزفلت    |
| 29         | وارن جي. هاردينغ  | 4 مارس 1921 – 2 غشت 1923       | مكتب ثيودور روزفلت    |
| 30         | كالفين كوليدج     | 2 غشت 1923 – 4 مارس 1929       | مكتب ثيودور روزفلت    |
| 31         | هربرت هوفر        | 4 مارس 1929 – 4 مارس 1933      | مكتب ثيودور روزفلت    |
| 31         | هربرت هوفر        | 4 مارس 1929 – 4 مارس 1933      | مكتب هوفر             |
| 32         | فرانكلين روزفلت   | 4 مارس 1933 – 12 أبريل 1945    |                       |
| 33         | هاري ترومان       | 12 أبريل 1945 – 20 يناير 1953  | مكتب ثيودور روزفلت    |
| 34         | دوايت أيزنهاور    | 20 يناير 1953 – 20 يناير 1961  | مكتب ثيودور روزفلت    |
| 35         | جون كينيدي        | 20 يناير 1961 – 22 نوفمبر 1963 | مكتب ريزولوت          |
| 36         | ليندون جونسون     | 22 نوفمبر 1963 – 20 يناير 1969 | مكتب جونسون           |
| 37         | ريتشارد نيكسون    | 20 يناير 1969 – 9 غشت 1974     | مكتب ويلسون           |
| 38         | جيرالد فورد       | 9 غشت 1974 – 20 يناير 1977     | مكتب ويلسون           |
| 39         | جيمي كارتر        | 20 يناير 1977 – 20 يناير 1981  | مكتب ريزولوت          |
| 40         | رونالد ريغان      | 20 يناير 1981 – 20 يناير 1989  | مكتب ريزولوت          |
| 41         | جورج بوش الأب     | 20 يناير 1989 – 20 يناير 1993  | مكتب تشيسابيك وأوهايو |
| 42         | بيل كلينتون       | 20 يناير 1993 – 20 يناير 2001  | مكتب ريزولوت          |
| 43         | جورج دبليو بوش    | 20 يناير 2001 – 20 يناير 2009  | مكتب ريزولوت          |
| 44         | باراك أوباما      | 20 يناير 2009 – 20 يناير 2017  | مكتب ريزولوت          |
| 45         | دونالد ترامب      | 20 يناير 2017 – 20 يناير 2021  | مكتب ريزولوت          |